# مستقبل حمض الريتينويك بيتا
مستقبل حمض الريتنويك بيتا (بالإنجليزية: Retinoic acid receptor beta)‏ (ومختصره RAR-beta)، ويعرف كذلك باسم مستقبل نووي عائلة 1، مجموعة ب، عضو 2 (بالإنجليزية: nuclear receptor subfamily 1, group B, member 2)‏ (ومختصره NR1B2)، هو مستقبل نووي موجود عند الإنسان ومشفر بالمورثة RARB.

## التفاعلات
أظهر مستقبل حمض الريتنويك بيتا تفاعله مع NR4A2.